# 柳二十斑金花蟲
柳二十斑金花蟲（学名：Chrysomela vigintipunctata）为金花蟲科金花蟲屬下的一个种。